# Snežana Babić
Snežana Babić (Serbiska: Снежана Бабић) artistnamn Sneki (Serbiska: Снеки), född 1 oktober 1967 i Pančevo, är en serbisk skådespelerska och sångerska.
Sneki föddes i Pančevo, Vojvodina, forna Jugoslavien den 1 oktober 1967. Hon har varit aktiv som sångerska sedan 1980-talet.